# Jean-Michel Damase
Jean-Michel Damase (Bordéus, 27 de janeiro de 1928 - Paris, 21 de abril de 2013), foi um pianista e compositor francês, de estilo tradicionalista.

## Biografia
Nascido numa família de músicos – sua mãe, a harpista Micheline Kahn, era uma conhecida intérprete de Fauré, Ravel e Caplet – Jean-Michel Damase voltou-se muito cedo para a música: aos cinco anos, já havia iniciado o aprendizado do piano e de teoria musical na École Samuel-Rousseau. Suas primeiras peças foram compostas quando Damase contava apenas nove anos: música para alguns “poemas de animais” que a célebre escritora Colette, amiga de sua mãe, havia escrito especialmente para ele. Em 1939, sob o título Enfants prodiges et enfant prodigieux ("Crianças-prodígio e criança prodigiosa"), Colette fez publicar no jornal Paris-Soir um texto louvando o talento do seu jovem protegido de onze anos.
Descoberto pela célebre pianista e pedagoga Marguerite Long (1874-1966), Damase apresentou-se pela primeira vez publicamente como pianista no Pavilhão Infantil da Exposição Universal de 1937.  Aos doze anos, passou a estudar com o pianista Alfred Cortot (1877-1962), mestre de muitos intérpretes e compositores de talento, na École Normale de Musique de Paris. Tendo ingressado no Conservatório Nacional Superior de Paris, no curso do pianista Armand Ferté (1881-1973), Damase receberia em 1943 o Primeiro Prêmio de Piano. Dois anos mais tarde, ele seria admitido no curso de composição do organista, compositor e regente Henri Büsser (1872-1973) e passaria a estudar harmonia e contraponto com Marcel Dupré (1886-1971), outro conhecido organista e compositor.

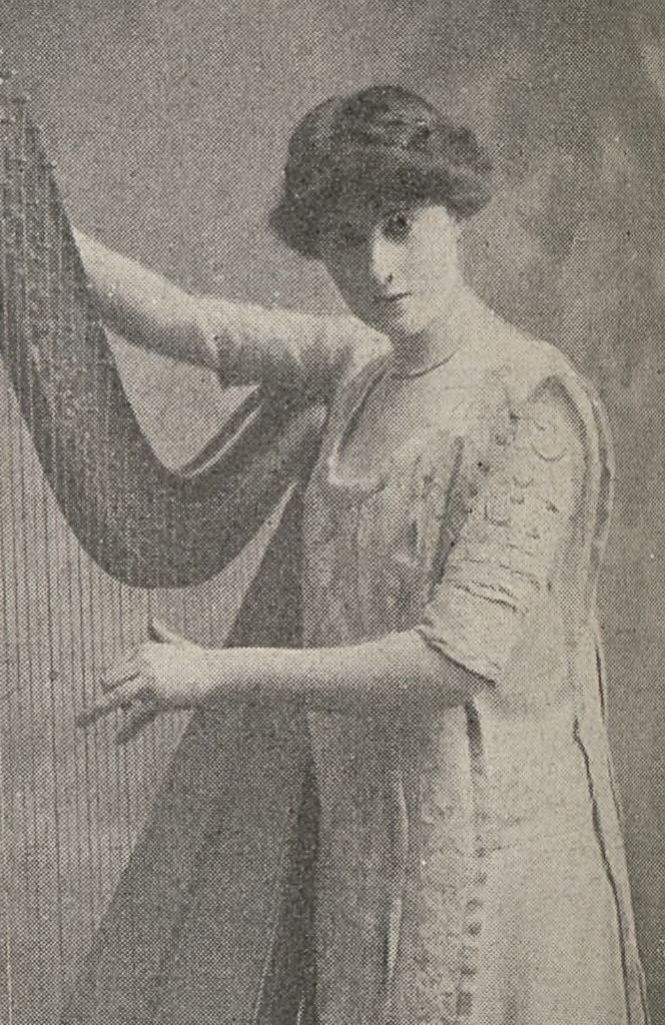
A harpista Micheline Kahn, mãe do compositor

Em 1947, aos dezenove anos, Damase obteve o Primeiro Prêmio de Composição do Conservatório com o Quinteto para flauta, harpa, violino, viola e violoncelo. Neste mesmo ano, sua cantata Et la belle se réveilla faria dele o vencedor do cobiçado Prix de Rome. Os laureados neste prestigioso concurso recebiam como recompensa três anos de residência e estudos na Villa Medici, sede da Academia Francesa de Roma. Entrementes, ele continuara a distinguir-se como intérprete do piano, tendo a oportunidade de brilhar como solista nos concertos da Orquestra de Colônia, da Sociedade de Concertos do Conservatório e da Orquestra Nacional da Rádio e Televisão Francesa (ORTF). Em 1960, a primeira versão integral dos Nocturnes e Barcarolles de Gabriel Fauré (1845-1924) fez com que lhe fosse atribuído o Record Grand Prix.
Conforme Serrou, as obras de Damase no início de seu período de maturidade mostravam fluência técnica e um estilo atraente e elegante, que refletia o ensino do Conservatório e faria com que o jovem compositor fosse rapidamente aceito entre seus pares. Suas obras de música de câmara foram executadas pelos mais prestigiosos intérpretes franceses e estrangeiros, como Lily Laskine, Pierre Barbizet, Jean-Pierre Rampal e Nicanor Zabaleta. Duas de suas peças mais conhecidas, a Sonata em concerto para flauta, violoncelo e piano e a Sonata para flauta e harpa, são executadas e gravadas no mundo no todo. Outra peça especialmente popular é Vacances, para saxofone alto e piano. 
Damase nutria grande admiração por Fauré e Ravel. Como pianista, fez registros premiados de várias obras destes compositores. Também foi um grande amante do balé e amigo próximo de importantes coreógrafos. Sua primeira partitura de balé foi La Croqueuse de diamants, composta para Roland Petit e produzida pela primeira vez no Teatro Marigny de Paris.
O encontro do compositor com Jean Anouilh o induziria a voltar sua atenção para o teatro lírico. Do próprio Anouilh foram adaptados os dramas Colombe (1956) e Euridyce (1972), mas Damase também verteria para este gênero o romance Madame de... (1970), de Louise de Vilmorin, e, com um libreto de Loys Masson, comporia ainda a ópera-bufa La tendre Eléonore (“A terna Leonor”), que seria encenada pela primeira vez a 10 de março de 1962, na Ópera de Marselha. A este conjunto de obras dramáticas soma-se os Onze Salmos de David para barítono solo, coro e orquestra de sopros (1985).
Jean-Michel Damase faleceu em Paris e foi sepultado junto a sua mãe, no cemitério de Valmondois (Val-d'Oise). 

## Estilo
A história da música demonstra que cada um dos seus períodos foi marcado por uma corrente estética representativa, a qual cada músico aderia com mais ou menos originalidade. Se, por volta de 1700, a música era barroca, as obras compostas cinquenta anos depois, seja por Haydn, Mozart ou outro compositor qualquer, seriam todas no estilo clássico, sem que sequer ocorresse a um deles retornar ao estilo de Bach ou Vivaldi.
Já no séc. XIX, todos os músicos foram contaminados pelo gosto romântico e nenhum compositor relevante ousou conceber peças em estilo clássico ou barroco, o que não deixa de ser significativo, quando lembramos que, na mesma época, a arquitetura era amplamente dominada pelos estilos historicistas ou “revivalistas”, como o neoclássico, neogótico, neobarroco, neomanuelino, etc.
 

Este padrão de unidade estilística, tão característico da música erudita, seria totalmente subvertido pelo séc. XX.
“Por um lado, uma corrente progressista extraiu as conclusões "lógicas e radicais" da perda progressiva das marcas tonais de referência que se começou a observar em Liszt e Wagner e, de outra, uma corrente tradicionalista recusava-se a abandonar qualquer das referências à música do passado. Surgiu mesmo uma seita tradicionalista ainda ativa. Apelidado de ‘Romantismo Tardio’, reunia fundamentalistas musicais que não hesitaram um momento em compor, em pleno século XX, como se fazia cem anos antes.” (tradução livre)

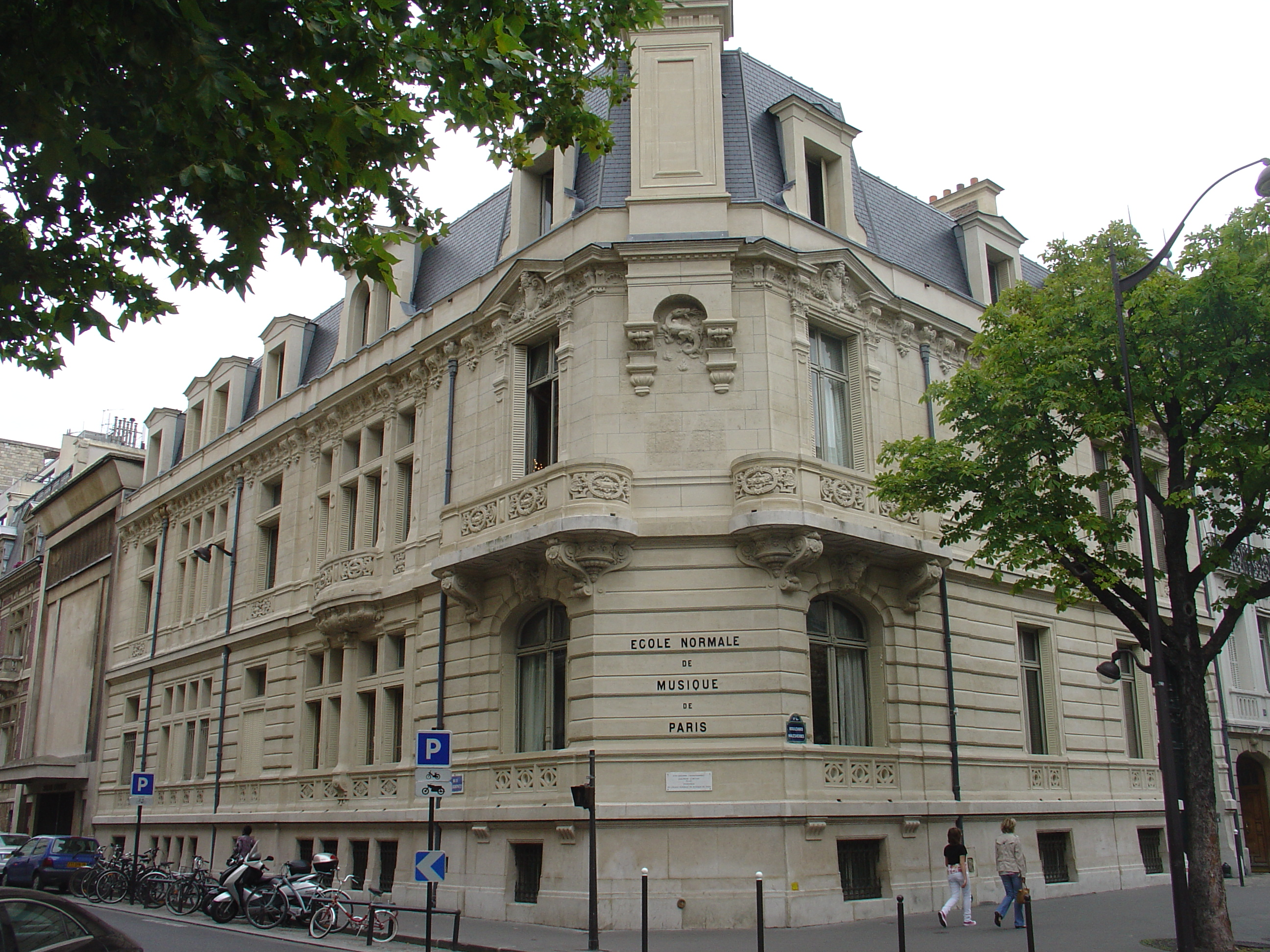
École Normale de Musique de Paris, onde o jovem Damase foi aluno de Alfred Cortot

A obra de Jean-Michel Damase inscreve-se, indubitavelmente, no âmbito do tradicionalismo. Como ele mesmo admitiu, “prefiro a sinceridade à inovação forçada”. Toda obra do compositor revela um íntimo conhecimento das possibilidades dos instrumentos; a sua orquestração é ampla e colorida, mas privilegia a música de câmara, sobretudo para instrumentos de sopro (Quatre divertissements para flauta e piano, Hommage à Klosé e 15 estudos no estilo francês para clarinete, Azur para saxofone e piano, Prelúdio, elegia e final para trombone e piano, Quarteto para flautas, Suíte pastoral para três flautas, etc.), pequenos conjuntos (Casino et lutheries para flauta, harpa e quinteto de cordas, Rondo, Guitare, Cavatina, etc.) e páginas concertantes (um Concertino para piano e orquestra de cordas, Rapsódia para flauta e orquestra de cordas).

Segundo Howard Smith, a música de Damase
“(…) é acessível, melódica, propensa a motivos 'obsessivos', muitas vezes ritmicamente surpreendentes, e sempre perfeitamente trabalhada.” (tradução livre) 
Em 1990, o crítico e compositor Pierre Petit definiu Jean-Michel Damase como um dos grandes compositores do nosso tempo. Outro famoso crítico, Bernard Gavoty (aliás Clarendon), escreveu no diário francês Le Figaro após a estreia da ópera Madame de... 
"Que delícia, essa arte que finge ser simples, e como é refrescante conhecer uma escrita tão refinada, de harmonia engenhosa, modulação perturbadora, melisma inteligente...”. (tradução livre)
O próprio Damase definiu sua obra como "basicamente música alegre e cantante, mas também enriquecida com certa nostalgia e um pouco de profundidade". Quando lhe perguntaram o motivo pelo qual permanecera leal à tonalidade, o compositor respondeu rindo: "Sou leal por natureza".

## Obras (incompleto)

### Óperas
- Colombe, “comédia lírica" em quatro atos, com libreto de Jean Anouilh, sobre uma peça de sua autoria (estreia a 5 de maio de 1961, na Ópera de Bórdeus).
- La Tendre Éléonore, ópera-bufa de um ato, com libreto de Luis Masson (estreia a 18 de janeiro de 1962, na Ópera de Marselha).
- Eugène le mystérieux, comédia musical em dois atos, com libreto de Marcel Achard, sobre a obra de Eugène Sue (estreia a 7 de janeiro de 1964, no Teatro do Châtelet).
- Madame de…, “romance musical” em dois atos, com libreto de Jean Anouilh, sobre o romance de Louise de Vilmorin (estreia a 26 de abril de 1970 na Ópera de Monte Carlo).
- Eurydice, “comédia lírica” em três atos, com libreto de Jean Anouilh, sobre uma peça de sua autoria (estreia em 1971, durante o Festival de Maio de Bordéus, depois encenada a 26 de maio de 1972, na Ópera de Bordéus).
- L'Héritière, ópera em quatro atos, com libreto de Louis Ducreux, sobre o drama A herdeira, de Ruth e Augustus Goetz, inspirado, por seu turno, no romance Washington Square, de Henry James (estreia a 13 de março de 1974, na Ópera de Nancy).

### Balés
- La Croqueuse de diamants, (1950), com coreografia de Roland Petit (estreia a 25 de setembro de 1950, no Teatro Marigny).
- Piège de lumière, (1952), com coreografia de John Taras, para o Grand Ballet du Marquis de Cuevas (estreia a 23 de dezembro de 1952, no théâtre de l'Empire).
- La Noce foraine, (1961), estreia na Ópera de Marselha.

### Música sinfônica
- 3 Interludes (1948)
- Rapsódia para oboé e orquestra (1948)
- Concerto para piano n. 1 (1950)
- Concertino para harpa e orquestra de cordas (1951)
- 3 Corais, para orquestra de cordas (1953)
- Divertimento (1954)
- Sinfonia (Festival de Estrasburgo, a 4 de junho de 1954, sob a regência de Charles Münch)
- Concerto para violino (1955)
- Serenata, para flauta e orquestra de cordas (1956)
- Rapsódia da primavera, para piano e orquestra (1957)
- Concerto para piano n. 2 (1962)
- Variações sobre um tema de Rameau, para cravo e orquestra de câmara (1966)
- Concerto para harpa (1969)
- Concerto duplo para harpa e orquestra de cordas (1974)
- Balada, para violão e cordas (1975)

### Música de câmara
- Trio para duas flautas e piano
- Quarteto para sopros (flauta, oboé e clarineta) e piano
- Quatro sonatas para flauta e harpa
- Sonatina por duas harpas
- Vacances para saxofone e piano
- Matinale para violino e piano
- Pavane variée para trompa e piano
- Quinteto para flauta, harpa e trio de cordas (1947)
- Rapsódia, para oboé e piano (1948)
- Trio para flauta, harpa e violoncelo (1949)
- Dezessete variações para quinteto de sopros, op. 22 (1951)
- Trio para flauta,oboé e piano (1961)
- Sonatina para harpa e piano (1965)
- Sonata para flauta e harpa (1965)
- Três trios para flauta, violoncelo e harpa (1965)
- Quarteto para piano e cordas (1967)

### Música para piano
- Introdução e allegro (1992)
- Sonata para piano (1953)
- Sonatina para piano (1991)
- Tema e variações (1956)
- Oito estudos (1977)
- Apparition (1968)

### Música para acórdão de concerto
- Mazurka cassée (1973)

### Música para harpa
- Sicilienne variée (1966)